# Walter P. Coombs
Pour les articles homonymes, voir Coombs.
Walter Parson Coombs Jr est un paléontologue américain, né le 12 octobre 1942 à Springfield, Massachusetts.
Il est professeur de biologie au Western New England College (en) à  Springfield, Massachusetts.

## Formation
- Bachelor of Arts, université de Californie.
- Master of Arts, université Columbia.
- Ph. D., université Columbia.

## Travaux

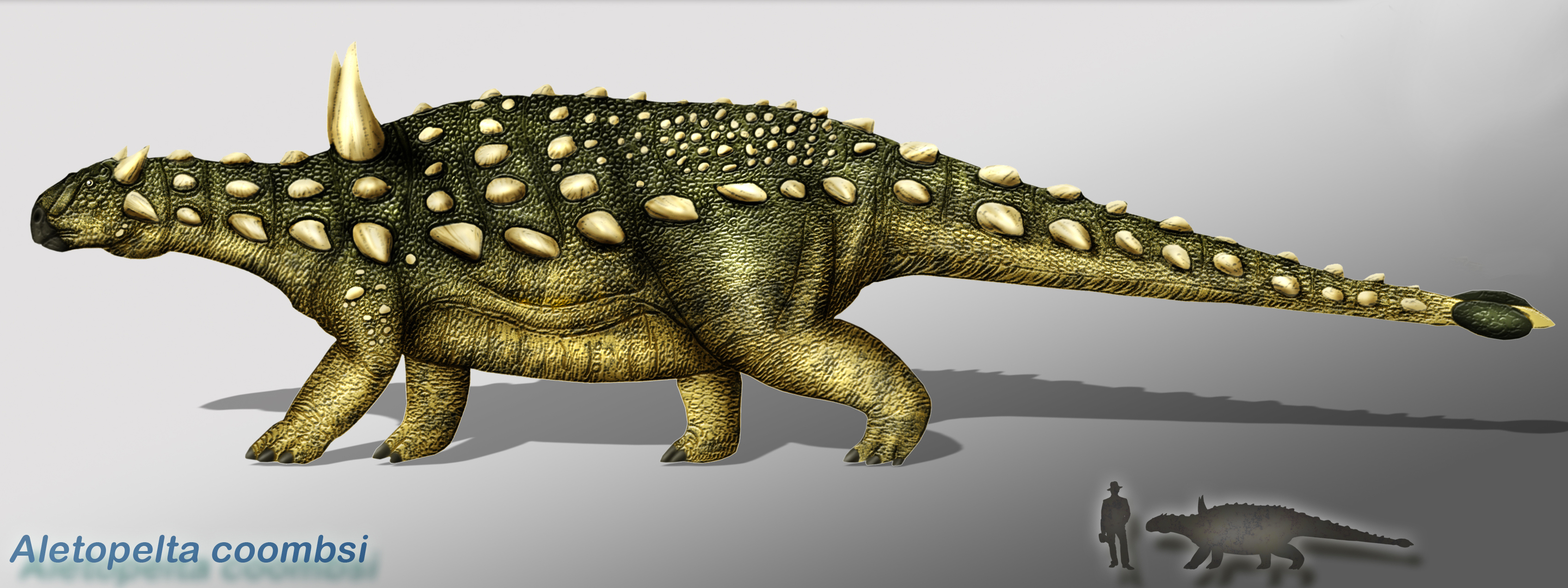
Dinosaure ankylosaure Aletopelta coombsi nommé en son honneur.

Des recherches de plusieurs années sur Aletopelta,  un dinosaure ankylosaure, depuis sa découverte en 1981,,,.

## Hommages
En 2001, Tracy Lee Ford & James Kirkland (en) nomment l’espèce de dinosaures Aletopelta coombsi en son honneur.
En 2018, Paul Penkalski nomme l’espèce de dinosaures Platypelta coombsi en son honneur, espèce type du genre Platypelta.